# Sùng Hắc Hổ

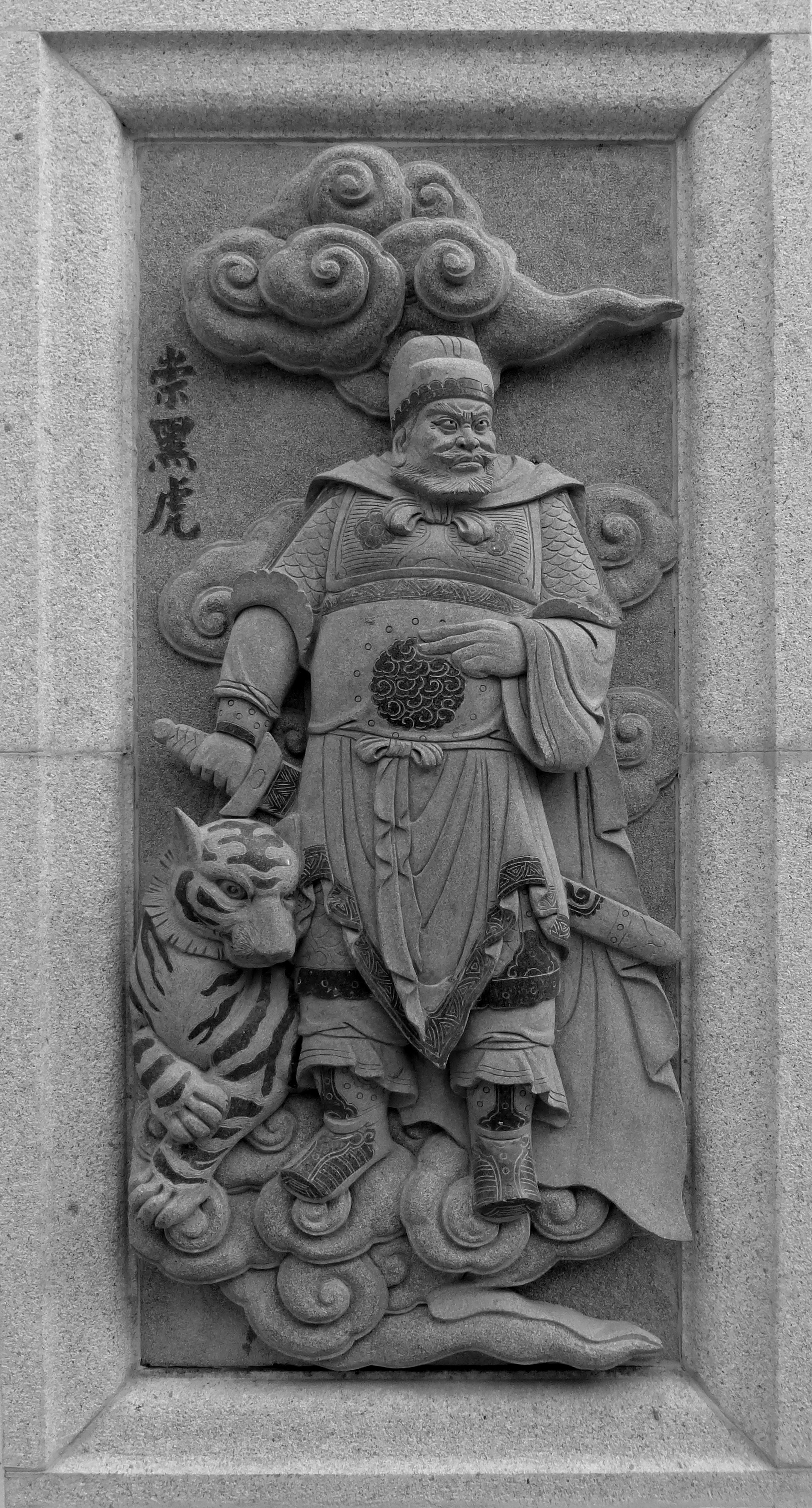
Sùng Hắc Hổ

Sùng Hắc Hổ (chữ Hán: 崇黑虎; bính âm: Chóng Hēihǔ, trong đó "hắc hổ" tức là "hổ đen") là một nhân vật trong tiểu thuyết cổ điển Trung Quốc Phong Thần Diễn Nghĩa viết vào thế kỷ 16. Ông là em trai của Sùng Hầu Hổ, Bắc bá hầu.

## Tiểu sử
Sùng Hắc hổ có ngoại hình đặc biệt, thường xuyên đội mũ Cửu Vân Thiêu Hỏa, thắt lưng ngọc, mặc áo choàng đỏ sáng và áo giáp xích vàng. Ông có bộ râu dài màu đỏ và đôi mắt giống như hai chiếc chuông vàng. Sùng Hắc Hổ còn cầm trong tay hai chiếc rìu vàng, điều này càng làm tăng thêm danh tiếng va uy lực của ông vì kỹ năng chiến đấu bất bại.
Trong lần rút lui thứ ba của Sùng Hầu Hổ, Sùng Hắc Hổ từ Cao Châu mang theo ba nghìn binh lính cọp bay đến để trợ giúp. Cuối cùng, Sùng Hắc Hổ và anh trai tiến gần đến cổng thành của Tây Kỳ. Tuy nhiên, mục đích của Sùng Hắc Hổ không phải là tấn công , mà chỉ muốn gặp gỡ người bạn cũ, Tô Hộ. Thế nhưng, ông lại gặp phải con trai của Tô Hộ là Tô Toàn Trung, tính tình Toàn Trung thỗ lỗ, kiêu ngạo. Tô Toàn Trung bất mãn khi Sùng Hắc Hổ khuyên can hai bên dừng chiến tranh, nhưng Tô Toàn Trung vẫn tấn công. Bởi vậy, Sùng Hắc Hổ liền vung hai chiếc rìu vàng của mình lên tấn công, hai bên giao đấu bất phân thắng bại
Tuy nhiên, Sùng Hắc Hổ bị Tô Toàn Trung tấn công liên tiếp, liệu bề khó thắng nổi. Với khả năng của Tô Toàn Trung, Sùng Hắc Hổ quyết định rút lui, nhưng Toàn Trung đã không bỏ qua và tiếp tục đuổi đánh ông. Lợi dụng tình thế này, Sùng Hắc Hổ mở một chiếc bình linh mà ông mang theo (do một người cao tăng tặng). Chỉ trong tích tắc, khói đen từ chiếc bình bốc lên mù mịt, che khuất mặt trời. Sùng Hắc Hổ cũng gọi một con đại bàng thần để trợ giúp. Ông đã đánh Tô Toàn Trung ngã nhào khỏi ngựa và bắt giữ được cậu.
Một thời gian sau, quan vận lương là Trịnh Luân đến thành của Sùng Hắc Hổ khiêu chiến, trả thù cho Toàn Trung. Sùng Hắc Hổ tức giận, nói: "Thằng khốn! Ðừng phách lối! Chủ mày là Tô Hộ nghịch mạng thiên triều, tội ấy đáng phanh thây. Mày là tôi thần của nó thì cũng liên can, sao chưa chịu quy hàng để bảo tồn tánh mạng, còn dám ra đây múa miệng?" .
Trịnh Luân nhanh chóng nhận ra sức mạnh từ chiếc bình của Sùng Hắc Hổ. Hắn phun ra hai làn khói trắng từ lỗ mũi, khiến Sùng Hắc Hổ ngất đi và rơi khỏi yên ngựa. Sau khi bị bắt, Sùng Hắc Hổ được Tô Hộ thả, ông đã uống một chén rượu cùng người Tô Hộ. Khi Cơ Xương can thiệp và chiến tranh bằng một lá thư , Hắc Hổ trở về quê hương, đồng thời thể hiện lòng kính trọng và biết ơn sâu sắc.
Sau đó, Sùng Hắc Hổ đến đánh ải Trần Đường. Đánh chưa xong thành, Hoàng Phi Hổ, một vị tướng nhà Chu cùng ba người là Văn Sinh, Thôi Anh, Tưởng Hùng đến gặp ông muốn sự giúp đỡ để trả thù cho Hoàng Thiên Hóa là con của Hoàng Phi Hổ bị tướng giặc Cao Kế Năng giết. Sùng Hắc Hổ cùng bốn người đến Tây Kỳ, giết được Cao Kế Năng.
Khi nhà Chu đánh tới huyện Dẫn Trì, Hoàng Phi Hổ lại tìm đến bốn người để đánh tổng trấn Trương Khuê, người giữ huyện. Cả năm không ngờ Trương Khuê có con Độc Giác Ô Yên, một con ngựa đi nhanh hơn loài ngựa thường rất nhiều và có một cái sừng, bị Trương Khuê giết hết.

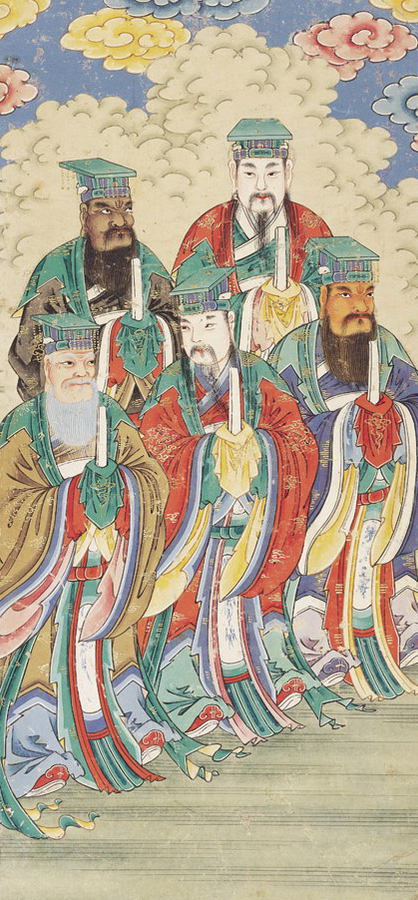
Ngũ Nhạc Đại Đế

Cuối cùng, Sùng Hắc Hổ được phong làm Nam Nhạc Đại Đế (南岳大帝), một trong Ngũ Nhạc ( Bao gồm Hoàng Phi Hổ, Sùng Hắc Hổ, Văn Sinh, Thôi Anh, Tưởng Hùng ).

## Tôn thờ
Sùng Hầu Hổ được thờ phụng trong tín ngưỡng dân gian Trung Quốc và được biết đến là Nam Nhạc Đại Đế (南岳大帝), một trong Ngũ Nhạc Thần. Trong tín ngưỡng dân gian Trung Quốc, các Ngũ Nhạc Thần rất được kính trọng, với Đông Nhạc Đại Đế đặc biệt được tôn sùng. Khi thờ cúng các Thần của Ngũ Nhạc, người ta thường đặt Đông Nhạc Đại Đế Hoàng Phi Hổ ở vị trí trung tâm, trong khi Nam Nhạc Sùng Hầu Hổ và Trung Nhạc Văn Sinh được đặt ở hai bên.Đền Nam Nhạc, nằm ở Quận Bản Kiều , Đài Loan, được dành riêng cho Sùng Hắc Hổ, vị Đại Đế vĩ đại của Trung Quốc. Hàng năm, lễ hội sinh nhật được tổ chức vào ngày 16 tháng 12 để tôn vinh di sản của ông. 
Núi Nam Nhạc nằm ở tỉnh Hồ Nam, tự hào có 72 đỉnh núi, với đỉnh chính, Chư Nâm, cao 1290 mét so với mực nước biển. Dưới chân núi Nam Nhạc, có ngôi đền chính dành riêng cho Nam Nhạc đế.

## Trong văn hóa đại chúng
- Nghệ thuật cắt giấy Sùng Hầu Hổ, một loại hình nghệ thuật hấp dẫn có nguồn gốc từ huyện Sơn Đông , lấy cảm hứng từ lớp trang điểm khuôn mặt rực rỡ của Sùng Hắc Hổ trong vở opera truyền thống "Sishuiguan". Phong cách cắt giấy đặc biệt này thể hiện các thiết kế phức tạp và được đánh giá cao về giá trị văn hóa của nó.
- Câu chuyện về Sùng Hắc Hổ được miêu tả trong vở kịch Yiqiang Sangsidiao ( tạm dịch là: Nhất kiếm kết liễu ).[9]